# Anaea onophides
Anaea onophides är en fjärilsart som beskrevs av Otto Staudinger 1887. Anaea onophides ingår i släktet Anaea och familjen praktfjärilar. Inga underarter finns listade i Catalogue of Life.